# Umberto Amaduzzi
Umberto Amaduzzi (Bologna, 3 febbraio 1900 – Bologna, 23 marzo 1944) è stato un politico italiano.

## Biografia
Fascista della prima ora e squadrista, capitano di artiglieria nella prima guerra mondiale e segretario del sindacato dei notai, ha presieduto il tribunale provinciale straordinario di Bologna e in tale veste è stato vittima di un attentato dei partigiani del GAP.